# Station Drzeńsko
Station Drzeńsko is een spoorwegstation in de Poolse plaats Drzeńsko tussen Rzepin en Kostrzyn nad Odrą.